# François Châtelet
François Châtelet (Boulogne-Billancourt, 27 de abril de 1925 - Paris , 26 de dezembro de 1985) foi um historiador da Filosofia, filósofo político e professor francês. Considerado como um filósofo aberto ao seu tempo, Châtelet  se insere na grande tradição de Sócrates, de quem traça um retrato fascinante em seu livro  Platon.

## Trajetória
Durante o curso de graduação em Filosofia na Sorbonne, interessa-se pela política, aproximando-se dos grupos trotskistas e, a partir de 1945, participando dos ideais revolucionários e radicais daqueles anos.
Após a graduação, é aprovado em concurso público (1948), tornando-se professor em Oran e Tunis. De  volta a Paris, é nomeado professor nos liceus Saint-Louis e Louis-le-Grand.
Entre 1954 a 1959 foi membro do Partido Comunista Francês, embora se mantivesse criticamente distante da indigência teórica e do moralismo primário que caracterizavam o ždanovismo, então dominante. Foi militante da CGT (Confédération générale du travail) e participou do movimento anticolonialista durante a Guerra da Argélia (1954 — 1962).
A grande corrente do pensamento da época - o existencialismo - lhe parecia uma herdeira medíocre do movimento nascido do século XIX com Maine de Biran, que institui o privilégio da pessoa. Châtelet terá sempre aversão ao romantismo da subjetividade. Em 1956, estará ao lado dos «comunistas críticos », que se insurgem contra as posições do PCF sobre o Relatório Khrushchov e sobre a entrada de tanques soviéticos em Budapeste. Integrou os movimentos dos intelectuais de esquerda - o maio de 1968, as lutas contra a guerra do Vietnam e pela liberalização do aborto.
A partir de 1969, participou com Michel Foucault e Gilles Deleuze da organização do departamento de Filosofia da Universidade de Paris VIII (Vincennes) —
criada após o "maio de 1968" - que dirigiu por mais de dez anos. Em 1971 foi professor no departamento de filosofia da Universidade de São Paulo, juntamente com Jean-Pierre Vernant. Em razão da ditadura militar no Brasil, vários professores foram exilados, o que acabou gerando um risco de extinção do departamento de filosofia. Châtelet se prontificou a ser professor do departamento, a fim de ajudar os colegas brasileiros e atrair maior atenção internacional à situação de exceção no país.
Em  1983, foi um dos fundadores do Collège international de philosophie, voltado à  organização de seminários e à pesquisa interdisciplinar. 
Influenciado por Gaston Bachelard e Alexandre Kojève, colocou a história no centro de suas reflexões, em particular a da Grécia Antiga (Périclès, 1960 ; La Naissance de l’histoire : la formation de la pensée historique en Grèce, 1961), revelando a influência de Marx no seu pensamento.
A História da Filosofia foi objeto dos seus cursos universitários e de vários dos seus livros (Platon, 1964 ; Hegel, 1969), bem como de obras coletivas publicadas sob a sua direção  (Histoire de la philosophie, 1972 ; Histoire des idéologies, 1978 ; Histoire des idées politiques, 1982 ; Dictionnaire des idées politiques, 1986). Seu Platon é considerado como uma bela iniciação ao pensamento do célebre filósofo grego. Em Une histoire de la raison, mostra o papel  da filosofia na constituição da racionalidade ocidental moderna. 
Era casado com a filósofa Noëlle Châtelet, irmã de Lionel Jospin.

## Obras
- Péricles et son siècle, 1960 ; rééd. Complexes, 1982
- La Naissance de l'histoire : la formation de la pensée historienne en Grèce, Minuit, 1961 ; rééd. UGE 10/18, 1974 (traduzido em italiano e espanhol)
- Logos et praxis : recherches sur la signification théorique du marxisme, Paris, SEDES, 1962 ; 2e éd. 1972
- Platon, Gallimard, coll. « Folio », 1965 (réimpr. 1990), 254 p. (ISBN 2-07-032506-7)
- Hegel, Le Seuil, 1968 (traduzido em italiano, espanhol, português e árabe)
- La philosophie des professeurs, Grasset, 1970 ; rééd. 10/18, 1972
- Histoire de la philosophie. Idées. Doctrines, ouvrage collectif en 8 vol., 1972-1973 (traduit en allemand, japonais, portugais, italien et espagnol) ; rééd. partielle sous le titre La philosophie, Verviers, Marabout, 1979, 4 vol.
- La Révolution sans modèle, com Gilles Lapouge e Olivier Revault-d'Allones, Mouton, 1974
- Les marxistes et la politique, présentation avec Évelyne Pisier-Kouchner et Jean-Marie Vincent, Thémis, 1975 (traduzido em espanhol)
- Profil d'une œuvre : « Le Capital » (livre 2), Hatier, 1976 (traduzido em italiano)
- Les Années de démolition, Hallier, 1976
- Chronique des idées perdues, Stock, 1977
- Histoire des idéologies, obra coletiva, com Gérard Mairet, 3 vol., Hachette, 1978 (traduzido em italiano e espanhol) ; reedição parcial sob o título Les idéologies, Marabout, 1981, 3 vol.
- Questions, objections, Denoël-Gonthier, 1979
- Présentation et commentaire du « Manifeste du Parti communiste » de K. Marx et F. Engels, Paris, EMP, 1981
- Les conceptions politiques du XXème siècle, com  Évelyne Pisier-Kouchner, Presses universitaires de France - PUF, 1982
- Histoire des conceptions politiques, com Olivier Duhamel e Évelyne Pisier-Kouchner, PUF, 1982
- Dictionnaire des œuvres politiques, com O. Duhamel e E. Pisier-Kouchner, PUF, 1986
- Une histoire de la raison, Le Seuil, 1992
- La Philosophie au XXème siècle, em 4 tomos